# Lacey Johnson
Lacey Johnson (Beverly Hills, California; 2 de marzo de 1995) es una actriz pornográfica y modelo erótica estadounidense.

## Carrera
Nació y creció en Beverly Hills, California en el seno de una familia de clase alta. En 2014 ingresó en la industria pornográfica a los 19 años, tras haber sido convencida debido a sus atributos físicos y que inicialmente quería tomar como profesión el modelaje. Ha aparecido realizando escenas de los subgéneros hardcore, sexo oral.

## Filmografía selecta
- 1. My first interracial.
- 2. Amateur POV Actions 11.
- 3. Boy Girl Action.
- 4. Dirty Desires.